# Clistopyga maculifrons
Clistopyga maculifrons là một loài tò vò trong họ Ichneumonidae.